# BMC Software
BMC Software, Inc. (NASDAQ: BMC) é uma empresa americana, sediada em Houston. Fornece o software Arsys para a Eletrobras.